# Egzogeniczny model wzrostu gospodarczego
Egzogeniczne modele wzrostu gospodarczego nazywane są także neoklasycznymi, podażowymi, bądź długookresowymi. 
Założenia modeli:
- istniejące czynniki produkcji są w pełni wykorzystywane
- nie istnieją trudności związane ze zbytem wytworzonej produkcji, co oznacza, że w gospodarce występuje nieograniczony popyt.

Z takiego podejścia wynika, że długookresowy wzrost produkcji faktycznej jest możliwy jedynie dzięki wzrostowi produkcji potencjalnej.
Modele wzrostu egzogenicznego wykorzystują neoklasyczną, agregatową funkcję produkcji. Różnią się między sobą jedynie przyjętą postacią tej funkcji. 
Gospodarki opisywane przez te modele wykazują się dążeniem do długookresowego, zrównoważonego wzrostu. Jego stopa jest zdeterminowana przez egzogeniczną (daną z zewnątrz) stopę postępu technicznego. 
Z modeli takich wynika również, że polityka ekonomiczna prowadząca do zmiany stopy oszczędności / inwestycji prowadzi jedynie do przesunięcia gospodarki na nową ścieżkę wzrostu zrównoważonego (położoną wyżej lub niżej ścieżki wyjściowej), natomiast nie wywiera wpływu na długookresową stopę wzrostu gospodarczego. Po okresie przejściowej dynamiki, tempo wzrostu powraca do poziomu wyjściowego.
W modelach neoklasycznych polityka gospodarcza ukierunkowana jest na wzrost inwestycji, mający na celu zwiększenie podaży. Wzrost można przyspieszyć jedynie w krótkim, a nie w długim okresie. Wpływ na to mają malejące krańcowe przychody z powiększanych przez przedsiębiorstwa nakładów inwestycyjnych. Przychód z kapitału zmniejsza się, aż w końcu zrównuje się z jego kosztem. Ostatecznie proces tworzenia kapitału ulegnie zahamowaniu, w związku z czym, w długim okresie produkcja per capita nie będzie wzrastać. 
Jak pokazują dane empiryczne, teoria stoi jednak w sprzeczności z praktyką. Okazało się bowiem, że występuje dodatnia długookresowa zależność między inwestycjami a tempem wzrostu produkcji per capita. W związku z tym zaistniała potrzeba stworzenia alternatywnych modeli lepiej oddających rzeczywiste procesy zachodzące w gospodarce. Funkcję tę spełniły modele endogeniczne, które nie przyjmowały stopy postępu technicznego ani stopy oszczędności/inwestycji jako danej.
Do najbardziej znanych modeli typu egzogenicznego można zaliczyć model wzrostu Solowa oraz rozszerzony model neoklasyczny Mankiwa, Romera i Weila.